# Sveta Gora
Sveta Gora – wieś w Słowenii, w gminie miejskiej Nova Gorica. W 2018 roku liczyła 10 mieszkańców. 